# Costa Cruises
Costa Crociere SpA (italienska uttal: [kɔsta krotʃɛːre]), seglar under namnet Costa Cruises (italienska: Costa Crociere), är ett brittisk-amerikanskägt italienskt kryssningsrederi, med säte i Genua, Italien.
Företaget grundades 1854 av Giacomo Costa, ursprungligen som ett fraktrederi, för att kunna transportera olivolja och textilier från Sardinien  till Ligurien. År 1924 övergick företaget till grundarens söner (Federico, Eugenio och Enrico) som startade kommersiell verksamhet, genom att köpa skeppet Ravenna. Den kommersiella verksamheten fortsatte fram till starten av persontrafiken år 1947, med reguljär trafik mellan Italien och Sydamerika. Företaget konverterade senare hela sin flotta till kryssningsverksamhet och som ett självständigt företag blev det ett av de största kryssningsfartygsoperatörerna i Europa. Genom förvärvet av Carnival Corporation år 2000, är Costa Cruises nu ett av elva varumärken som drivs av Carnival Corporation & plc och svarar för cirka 16 % av deras intäkter.
Costa Cruises driver för närvarande 15 kryssningsfartyg, som alla seglar under italiensk flagg och utför kryssningar i Medelhavet, Nordeuropa, Karibien, Indiska oceanen, Mellanöstern, Sydostasien och Sydamerika.
Företaget fick stor internationell massmedial uppmärksamhet den 13 januari 2012 då ett av deras kryssningsfartyg, Costa Concordia, kapsejsade utanför ön Giglio på Italiens västkust. 32 personer miste livet.